# Xanthopan morganii
Xanthopan morganii — вид лускокрилих комах родини бражникових (Sphingidae). Є метеликом з найдовшим хоботком, довжина якого досягає 22,5 см.

## Історія відкриття
Чарльз Дарвін у своїй книзі «Про пристосування орхідних до запліднення комахами», що вийшла в 1862 році, вивчав квітку орхідеї виду Angraecum sesquipedale, яку прислали йому з Мадагаскару. Дарвін звернув увагу на дуже довгий шпорець квітку завдовжки близько 30 см з нектаром на самому дні. Він висловив припущення про існування в цього виду орхідей свого особливого запилювача, можливо, великого нічного метелика з родини бражників з відповідною шпорцю довжиною хоботка. Однак на той час ученим не були відомі метелики з таким довгим хоботком. І лише через 40 років, у 1903 році на Мадагаскарі був знайдений і описаний Волтером Ротшильдом і Карлом Йорданом такий метелик.

## Поширення
Вид поширений у тропічних та субтропічних лісах на південному сході Африки та на Мадагаскарі.

## Опис
Довжина переднього крила 53-65 мм. Розмах крил 100—130 мм. Самиці відрізняються довшими і ширшими крилами. Передні крила і тіло покриті плямами, колір яких варіює від жовтувато-коричневого до зеленого. Плями розташовуються з боків черевця. Забарвлення задніх крил темне з двома жовтими плямами біля основи крил, розділеними темною смужкою.